# Tarča (TV oddaja)
Tarča je tedenska polemično-pogovorna oddaja Radiotelevizije Slovenija, ki je na prvem programu nacionalne televizije TV SLO 1 na sporedu vsak četrtek ob 20. uri. Voditeljica oddaje je Erika Žnidaršič.

## Format oddaje
Oddaja se tedensko posveča najbolj aktualnim temam. Pri tem navadno gosti štiri do šest gostov z dodanimi gosti na vklopih v živo. Za oddajo se pripravijo tudi novinarski prispevki kot izhodišče za pogovor. Med oddajo se je včasih spremljalo in objavljalo tudi odzive gledalcev na socialnih omrežjih in spletu (Twitter, Facebook, ...).

## Zgodovina oddaje
Prva voditeljica oddaje leta 2003 je bila Lidija Hren. Prva oddaja je bila na sporedu 25. februarja 2003, dolga 90 minut, tema pa subvencije v kmetijstvu. V tem obdobju je bila predvajana enkrat mesečno. Po ukinitvi oddaje Pogledi Slovenije je septembra 2013 vloga osrednje tedenske pogovorne oddaje padla na Tarčo, ki so jo prevzeli voditelji Odmevov (Slavko Bobovnik, Rosvita Pesek, Igor E. Bergant) ter novinarki Janja Koren in Tanja Gobec. Urednica je v začetku leta 2014 postala Špela Šipek, ki je bila pred tem urednica informativnega programa na POP TV. Septembra 2014 je oddaja dobila enega voditelja. To je postal dotedanji dopisnik RTV Slovenije iz Berlina Boštjan Anžin. Novinarji oddaje so bili Borut Janc, Jure Brankovič in Tjaša Potisk.
Po smrti Špele Šipek je oddajo začela urejati Ilinka Todorovski. V sezoni 2015/2016 so po poletni dilemi, ali jo sploh ohraniti, septembra oddajo skrajšali iz 90 na 55 minut in ekipo ustvarjalcev prepolovili, od začetka leta 2017 do februarja 2022 je bila del širše oddaje Studio 3.
Konec januarja 2015 je po odhodu Boštjana Anžina na dopisniško mesto v Beograd vodenje oddaje prevzela Jasmina Jamnik do konca sezone. Od 26. januarja 2017 vodi oddajo Erika Žnidaršič.
Leta 2021 se je ekipi oddaje pridružila nova novinarka Anja Šter.
Konec leta 2022 je novinarsko ekipo zapustila Nataša Markovič, ki se je odpravila na samostojno novinarsko pot.

## Ekipa
- Voditeljica: Erika Žnidaršič
- Urednik: Boštjan Kogovšek
- Novinarji: Žan Dolajš, Anja Šter, Klemen Košak, Vanja Gligorović, Mateja Cankar
- Redaktorica: Ana Bajuk[7]

## Odmevnejše oddaje
- Diagnoza: Provizije: razkrila velike razlike pri dobavnih cenah v zdravstvu
- Kartelni dogovori: Oddaja je razkrila sporno ravnanje tedanjega gospodarskega ministra Jožefa Petroviča, ki je naslednjega dne odstopil
- Sladki ubijalec: oddaja je razkrila veliko vsebnost sladkorja v prehrani in njegove nevarnosti
- Denarni tokovi in premoženje Uroša Rotnika: Oddaja je razkrila, kako je nekdanji direktor TEŠ6 skušal pred Finančno upravo RS skriti premoženje. Nekaj dni po objavi je bil razrešen kot direktor Komunale Velenje
- O nabavah zaščitne opreme med koronavirusno epidemijo: Oddaja je razkrila spletko o nabavah zaščitne opreme
- Dosje Kangler: oddaja o kazenskih postopkih Franca Kanglerja, v katerih je bil spoznan za nedolžnega. Oddaja je spodbudila več polemik, predvsem zaradi rabe mariborskega narečja v domnevnih prisluhih, Kanglerjevega zagovarjanja v posameznih (že sojenih) primerih.[8][9] V naslednjem tednu je bila napovedan zagovor sodstva glede afere Kangler, a oddaje ni bilo na sporedu, saj je o oddaji izredno zasedal Programski svet RTV Slovenija.[8][9][10] Komisija za informativne programe RTV je zahtevala tudi dodatno gradivo,[11] Sindikat novinarjev TV Slovenija in Aktiv novinarjev IP TV Slovenija pa sta protestirala proti sklicu izredne seje o oddaji.[12]